# Westray
Westray gehört zu den schottischen Orkney-Inseln und befindet sich 28 km nördlich der Hauptstadt der Inselgruppe Kirkwall, die auf Mainland liegt. Die Insel hat bei einer Ausdehnung von 17 × 11,5 km eine Fläche von 47,13 km². Die höchste Erhebung einer Hügelkette an der Westküste ist mit 169 m der Fitty Hill.
Die meisten der 588 Einwohner (Stand: 2011) leben im Hauptort Pierowall mit Schiffsverbindung nach Papa Westray und in Rapness, im äußersten Süden, dem Fährhafen nach Mainland. Haupterwerbszweige sind die Fischerei und Landwirtschaft sowie in geringerem Maße der Tourismus.

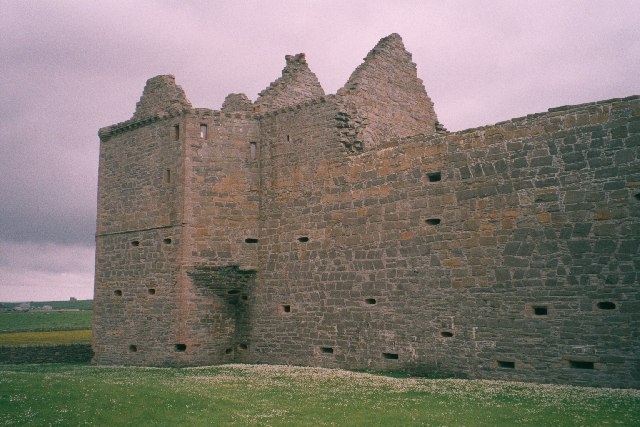
Noltland Castle

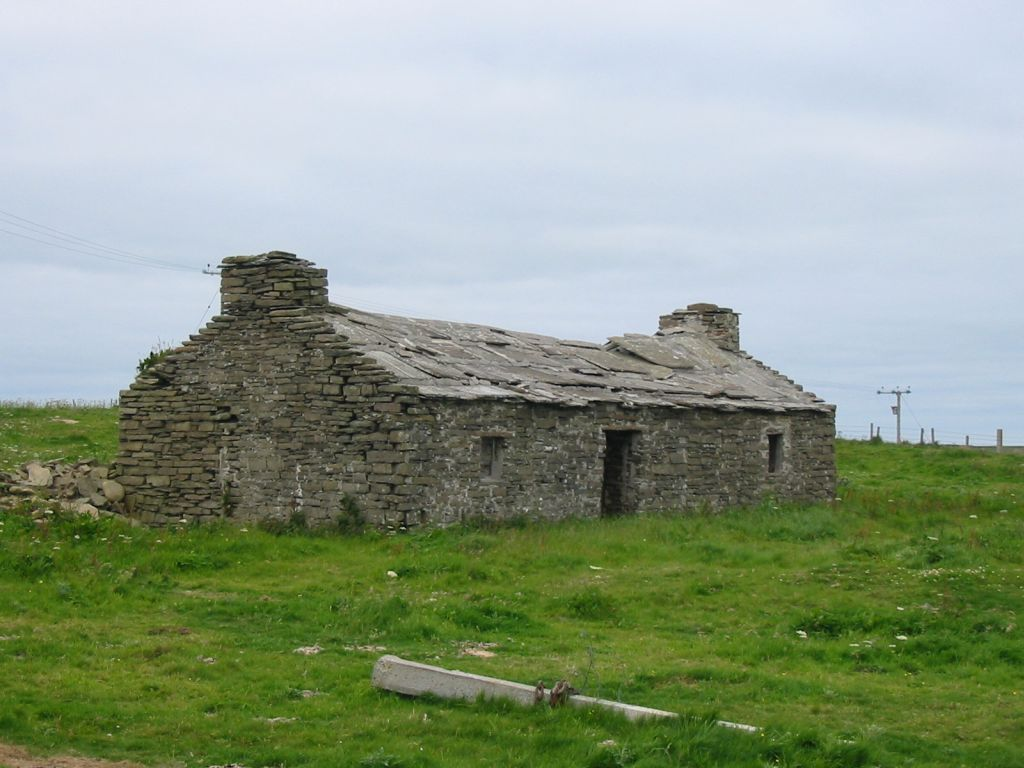
Typisches steingedecktes Westray-Haus

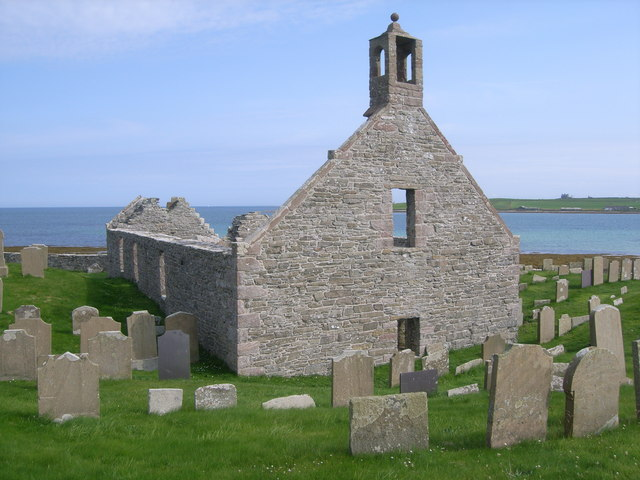
Lady Kirk

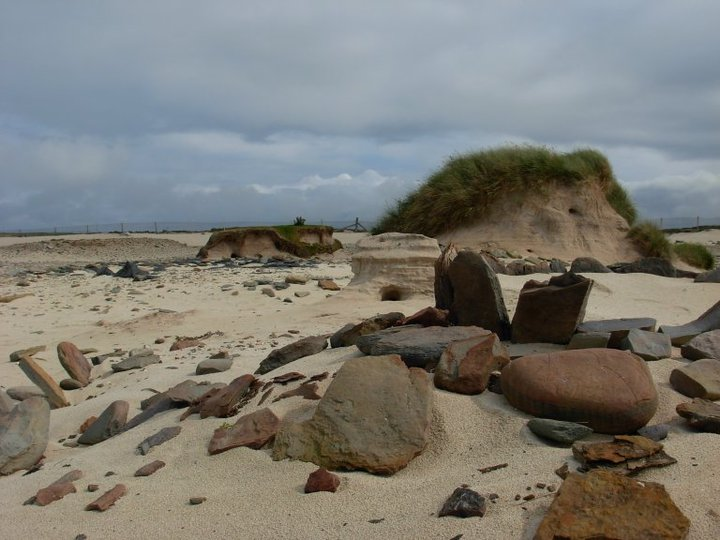
Links of Noltland

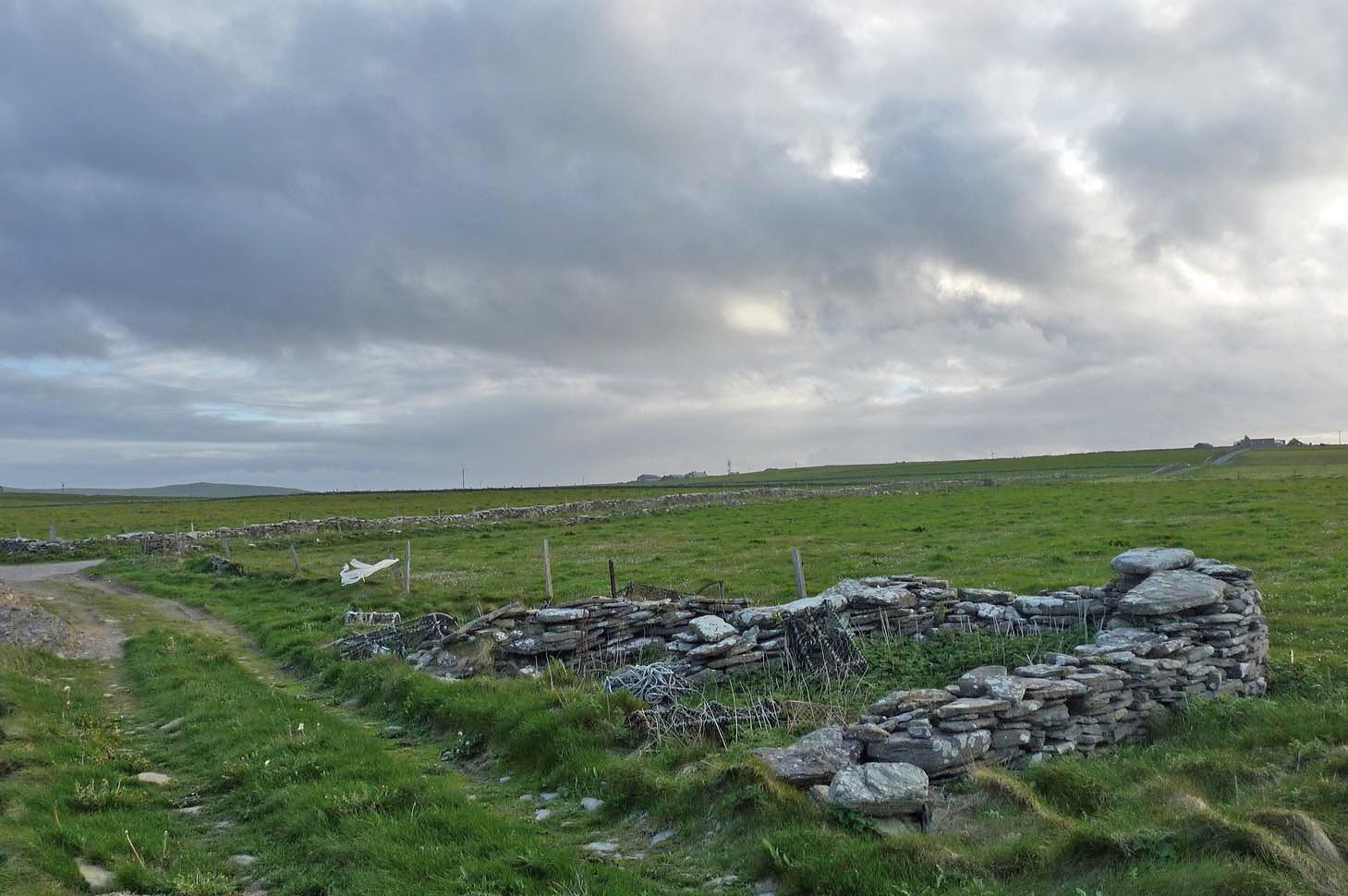
Nausts auf Westray

Neben der Fähr- besteht mittels der Loganair auch eine Flugverbindung zu dem kleinen Landeplatz im Norden; der Flug zur Nachbarinsel Papa Westray ist mit einer Länge von 2,73 km und einer Dauer von etwa zwei Minuten der kürzeste Linienflug der Welt. Auf der seit dem 27. September 1967 betriebenen Strecke wurde am 31. Oktober 2016 der einmillionste Fluggast begrüßt. Seit 1974 ist die Flugverbindung als der kürzeste Linienflug der Welt im Guinness-Buch der Rekorde eingetragen.

## Ausgrabungen
Ausgrabungen am Knowe of Skea an der Südwestspitze der Insel und am Point of Cott, brachten wertvolle Erkenntnisse über die neolithischen und eisenzeitlichen Bestattungen. Letztere waren  bislang wenig erforscht. Der überaus gute Erhaltungsgrad der über 100 Leichen im Knowe of Skea wird auf den hohen Salzgehalt des Bodens zurückgeführt. Die Figur der Westray Wife und zwei weitere neolithische Figurinen wurde bei Ausgrabungen in den Links of Noltland gefunden.

## Sehenswürdigkeiten
- Die Ruine des in der zweiten Hälfte des 16. Jahrhunderts erbauten Noltland Castle.
- der 1981 in einem Grab gefundene Westray Stone von Pierowall, ähnelt dem Eintrittstein von Newgrange in Irland. Eine Replik des Westray Stones ist im Museum von Kirkwall zu sehen. Ein weiterer Stein mit Petroglyphen wurde 2008 bei den Links of Notland entdeckt.
- die Ruine der St. Mary’s Church in Pierowall.
- die Ruine der Westside Church von Tuquoy, einige Kilometer südlich von Pierowall.
- an der gesamten Küste sind die Reste einiger Bootshäuser aus der Wikingerzeit (hier noust geschrieben) zu finden.
- in oder bei Caouter’s Hill, Fitty Hill, Knucker Hill und Powdykes sind die Reste von Megalithanlagen zu finden.
- der Broch von Burrastae ist der am besten erhaltene.

Wenig nördlich des Noltland Castles liegt die Dünenlandschaft der Links of Noltland, unter der sich ein steinzeitliches Dorf aus der Zeit der Grooved Ware befindet. In der Bucht von Tuquoy liegt eine Wikingersiedlung, von der vermutet wird, dass dort Haflidi von Turqouy wohnte, der in der Mitte des 12. Jahrhunderts eine dominierende Rolle auf Orkney spielte. Das Gebiet um den 104 m hohen North Hill ist ein artenreiches Vogel- und Naturschutzgebiet. Hier brüten unter anderem Trottellummen, Tordalke, Gryllteisten, Basstölpel, Krähenscharben und Papageientaucher. Über der Steilküste der Nordwestspitze Noup Head steht der 1898 errichtete gleichnamige Leuchtturm.